# Stipa perplexa
Stipa perplexa är en gräsart som först beskrevs av P.S. Hoge och Mary Elizabeth Barkworth, och fick sitt nu gällande namn av Joseph K. Wipff och Stanley D. Jones. Stipa perplexa ingår i släktet fjädergrässläktet, och familjen gräs. Inga underarter finns listade i Catalogue of Life.